# ReBoot: Az Őrzők kódja
A ReBot: Az Őrzők kódja (eredeti cím: ReBoot: The Guardian Code)  2018-tól vetített amerikai televíziós sci-fi sorozat, amelynek alkotója Michael Hefferon, rendezői Pat Williams és Michael Dowding, zeneszerzője Rich Walters. 
A tévéfilmsorozat a Mainframe Studios, a Reboot Productions és a Wow Unlimited Media Inc. gyártásában készült. A Corus Entertainment forgalmazásában jelent meg. A sorozat 2018. március 30-án debütált a Netflix oldalán. Magyarországon még nem mutatták be.

## Szereplők
| Szereplő            | Eredeti hang         |
| ------------------- | -------------------- |
| Austin Carter       | Ty Wood              |
| Tamra               | Sydney Scotia        |
| Parker              | Ajay Friese          |
| Trey Davies         | Gabriel Darku        |
| Vera                | Hannah Vandenbygaart |
| Adam Carter         | Bob Frazer           |
| Judy Carter         | Kirsten Robek        |
| Special Agent Nance | Luvia Petersen       |
| Mark Rowan          | Nicholas Lea         |
| Megabyte            | Timothy E. Brummund  |
| Alpha Sentinels     | Alex Zahara          |
| Hexadecimal         | Shirley Millner      |

## Epizódok
| Évad | Évad | Epizódok | Eredeti sugárzás     | Eredeti sugárzás     | Magyar sugárzás | Magyar sugárzás |
| Évad | Évad | Epizódok | Évadpremier          | Évadfinálé           | Évadpremier     | Évadfinálé      |
| ---- | ---- | -------- | -------------------- | -------------------- | --------------- | --------------- |
|      | 1    | 10       | 2018. március 30.    | 2018. március 30.    | TBA             | TBA             |
|      | 2    | 10       | 2018. szeptember 28. | 2018. szeptember 28. | TBA             | TBA             |

### 1. évad (2018)
| #   | #   | Eredeti cím             | Magyar cím | Rendezte     | Írta                                 | Eredeti premier   |
| --- | --- | ----------------------- | ---------- | ------------ | ------------------------------------ | ----------------- |
| 1.  | 1.  | Activation              |            | Pat Williams | Sean Jara, Mike Kiss és Larry Raskin | 2018. március 30. |
| 2.  | 2.  | Resurrection            |            | Pat Williams | Ann Austen                           | 2018. március 30. |
| 3.  | 3.  | Fortress Command        |            | Pat Williams | Mike Kiss és Ryan W. Smith           | 2018. március 30. |
| 4.  | 4.  | Catastrophic            |            | Pat Williams | Rachel Langer és Shevon Singh        | 2018. március 30. |
| 5.  | 5.  | Discoveries             |            | Pat Williams | Ryan W. Smith                        | 2018. március 30. |
| 6.  | 6.  | Emotional Rescue        |            | Pat Williams | Jeremy Smith és Matt Venables        | 2018. március 30. |
| 7.  | 7.  | Game Day                |            | Pat Williams | Jeremy Smith és Matt Venables        | 2018. március 30. |
| 8.  | 8.  | Artificial Intelligence |            | Pat Williams | Rachel Langer                        | 2018. március 30. |
| 9.  | 9.  | Datastorm               |            | Pat Williams | Sean Jara és Shevon Singh            | 2018. március 30. |
| 10. | 10. | Mainframe Mayhem        |            | Pat Williams | Mark Leiren-Young                    | 2018. március 30. |

### 2. évad (2018)
| #   | #   | Eredeti cím          | Magyar cím | Rendezte     | Írta                          | Eredeti premier     |
| --- | --- | -------------------- | ---------- | ------------ | ----------------------------- | ------------------- |
| 11. | 1.  | Network Interference |            | Pat Williams | Mark Leiren-Young             | 2018. szeptember 28 |
| 12. | 2.  | Zombie Army          |            | Pat Williams | Sam Ruano                     | 2018. szeptember 28 |
| 13. | 3.  | Bee-Ware             |            | Pat Williams | Jennica Harper                | 2018. szeptember 28 |
| 14. | 4.  | Share Scare          |            | Pat Williams | Amy Benham                    | 2018. szeptember 28 |
| 15. | 5.  | Nuclear Confusion    |            | Pat Williams | Jeremy Smith és Matt Venables | 2018. szeptember 28 |
| 16. | 6.  | Double Trouble       |            | Pat Williams | Larry Raskin és Todd Ireland  | 2018. szeptember 28 |
| 17. | 7.  | Mega-Viral           |            | Pat Williams | Ann Austen                    | 2018. szeptember 28 |
| 18. | 8.  | Great Escapes        |            | Pat Williams | Sam Ruano                     | 2018. szeptember 28 |
| 19. | 9.  | Identity Theft       |            | Pat Williams | Todd Ireland                  | 2018. szeptember 28 |
| 20. | 10. | Identity Theft       |            | Pat Williams | Larry Raskin                  | 2018. szeptember 28 |